# Sphinx (griechisch)

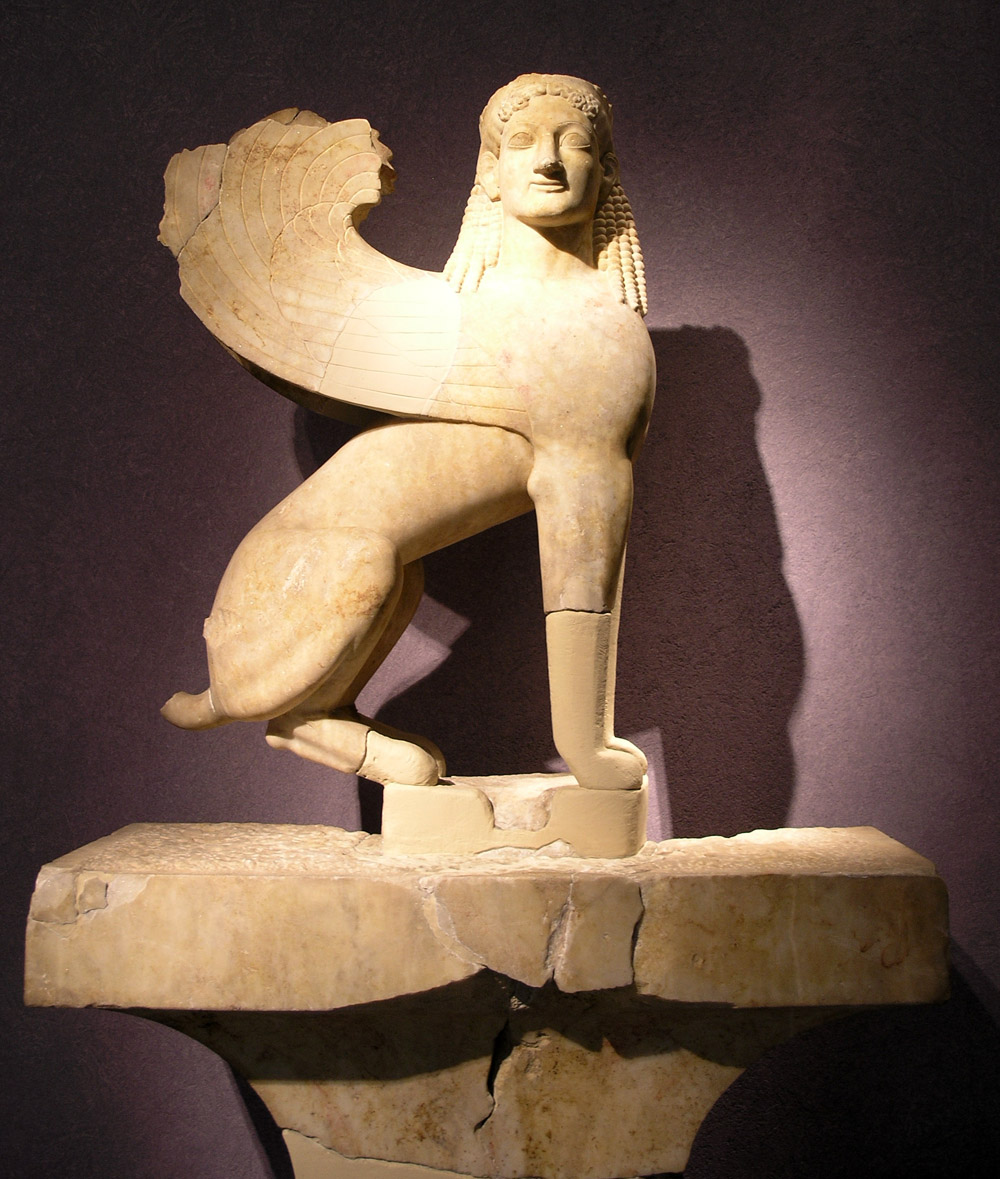
Sphinx-Skulptur aus Marmor, um 550 v. Chr.
(Ursprünglich Grabbeigabe, ca. 63 cm hoch, Kerameikos-Museum, Athen)

Die Sphinx (altgriechisch Σφίγξ Sphínx, deutsch ‚Würgerin‘) oder Phix (Φίξ Phíx) der griechischen Mythologie war die Tochter der Ungeheuer Typhon und Echidna und somit Schwester von Hydra, Chimära, Kerberos und Orthos. Sie galt als Dämon der Zerstörung und des Unheils.

## Mythos
Meist galt die Sphinx als Tochter des Typhon und der Echidna. Einer anderen Version nach, die Pausanias nennt, war sie eine uneheliche, verstoßene Tochter des Laios; auch der Boioter Ukalegon wird als ihr Vater genannt. Nach Hesiods Theogonie waren Echidna und ihr Sohn Orthos Eltern der Phix (Sphinx).
Die Sphinx hielt sich auf dem Berg Phikeion auf, westlich von Theben, und tötete vorbeikommende Reisende, darunter nach einigen Versionen Haimon, den Sohn des Kreon. Zumindest in Versionen ab dem 6. Jahrhundert v. Chr. gibt sie ihren Opfern ein Rätsel auf. Diejenigen, die das Rätsel der Sphinx nicht lösen konnten, wurden von ihr erwürgt und dann verschlungen. Das Rätsel lautete im griechischen Original:
τί ἐστιν ὃ μίαν ἔχον φωνὴν τετράπουν καὶ δίπουν καὶ τρίπουν γίνεται;
deutsch: „Was ist es, das mit einer Stimme begabt, bald vierbeinig, zweibeinig und dreibeinig wird?“
(Eine freiere, klassisch gewordene Übersetzung ins Deutsche lautet: „Was geht am Morgen auf vier Füßen, am Mittag auf zweien und am Abend auf dreien?“)
Ödipus löste das Rätsel, dessen Antwort „der Mensch“ ist: Als Kleinkind krabbelt er auf allen vieren, als Erwachsener geht er auf zwei Beinen, und im Alter braucht er einen Stock als drittes Bein. Als Ödipus die richtige Antwort aussprach, stürzte sich die Sphinx von ihrem Felsen in den Tod. Theben war befreit.
Der Kult um die Rätselfigur Sphinx wurde über die minoische Kultur in die griechische Mythologie integriert; früher noch als eine geflügelte Schutzdämonin wahrgenommen, trat die Sphinx in der Volkslegende und bei Sophokles als Dämonin der Zerstörung und des Unheils auf. Im griechischen Volksglauben stellte man sich die Rätsel der Sphinx, die sie von den Musen erlernt haben soll, so vor, als hätte sie diese mit verführerischem Gestus gesungen. Rätseldichtung war in Griechenland beliebt; die Thebaner sollen sich täglich versammelt haben, um gemeinschaftlich über die neuen Rätsel der Sphinx zu beraten. Einzig und allein Ödipus scheint der unheilvollen Sphinx gewachsen, auch wenn er die Wahrheit über seine Herkunft nicht erkennt und damit dem Schicksal nicht entgeht, seinen Vater zu töten und seine Mutter zu heiraten.

## Darstellung
Die Sphinx wurde bei den Griechen als ein geflügelter Löwe mit dem Kopf einer Frau, teilweise auch als Frau mit den Tatzen und der Brust einer Löwin, einem Schlangenschwanz und Vogelflügeln dargestellt.

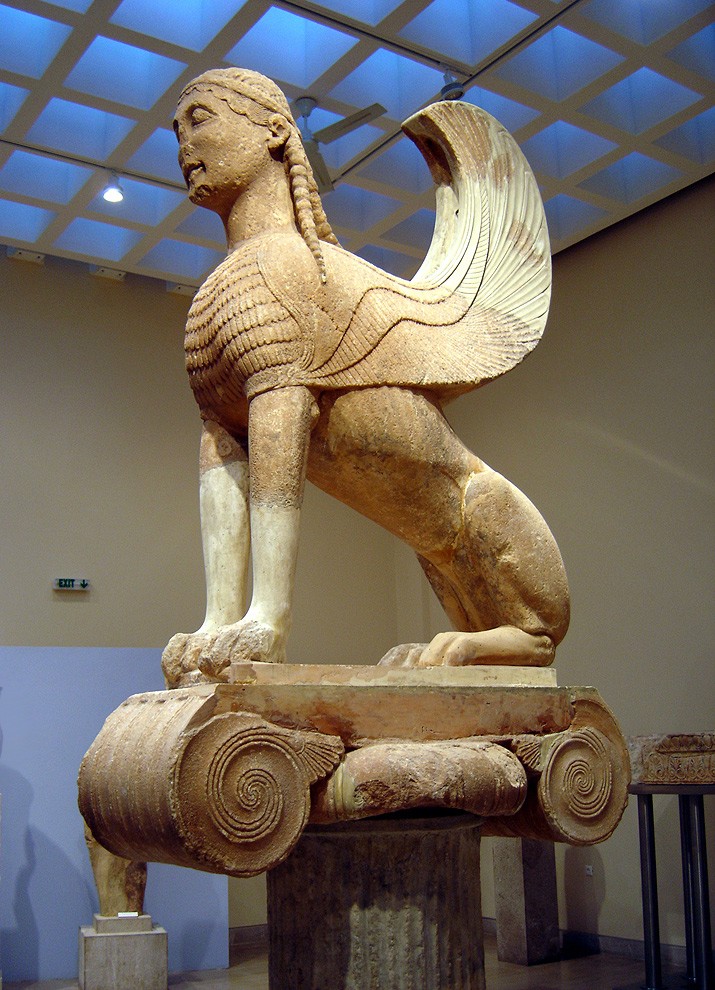
Sphinx der Naxier, um 570 v. Chr. (10 m hoch; Archäologisches Museum von Delphi)
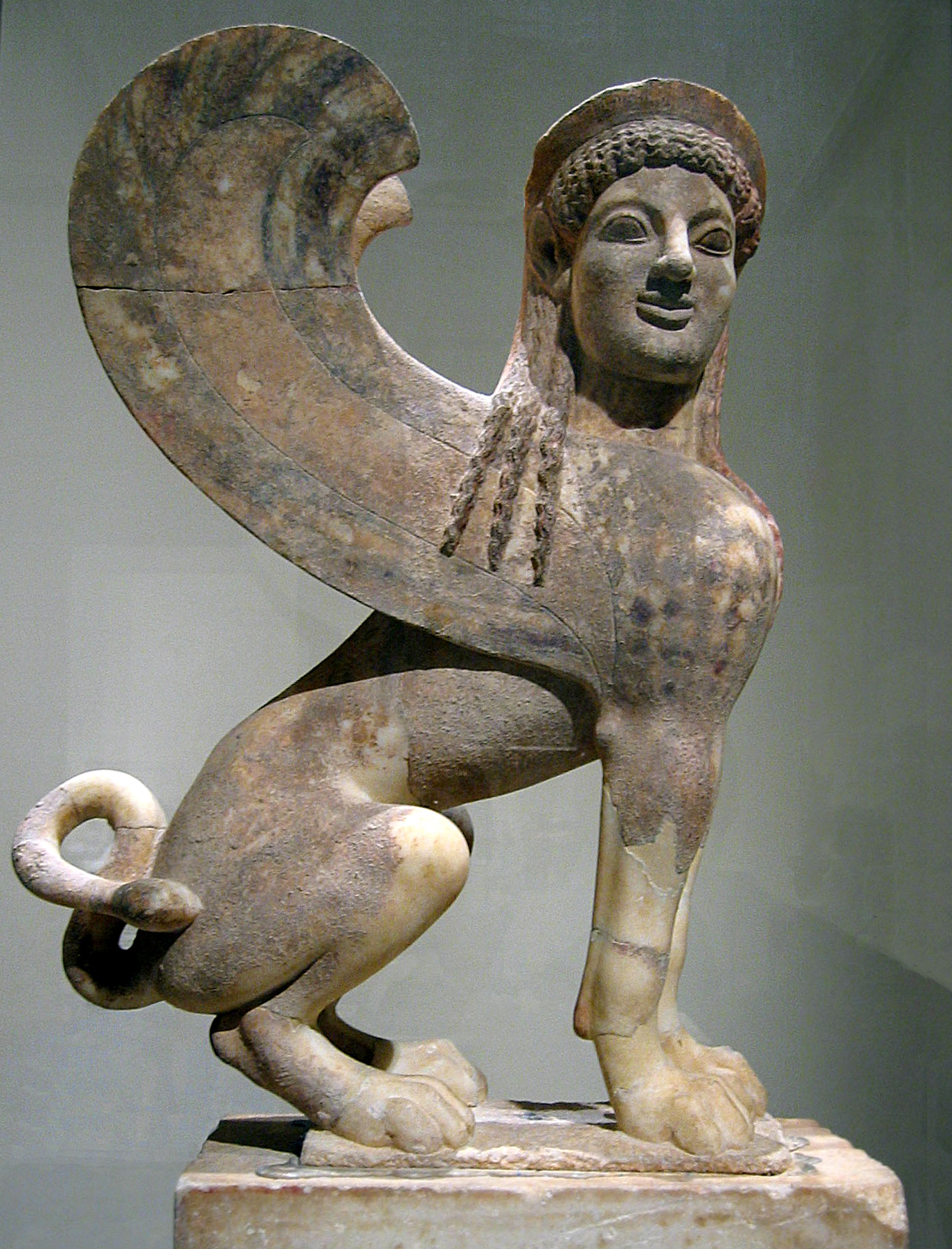
Marmorstatue, Attika, um 530 v. Chr. (Höhe der Sphinx 142,6 cm, mit der Stele gesamt 423 cm; Metropolitan Museum of Art, New York)
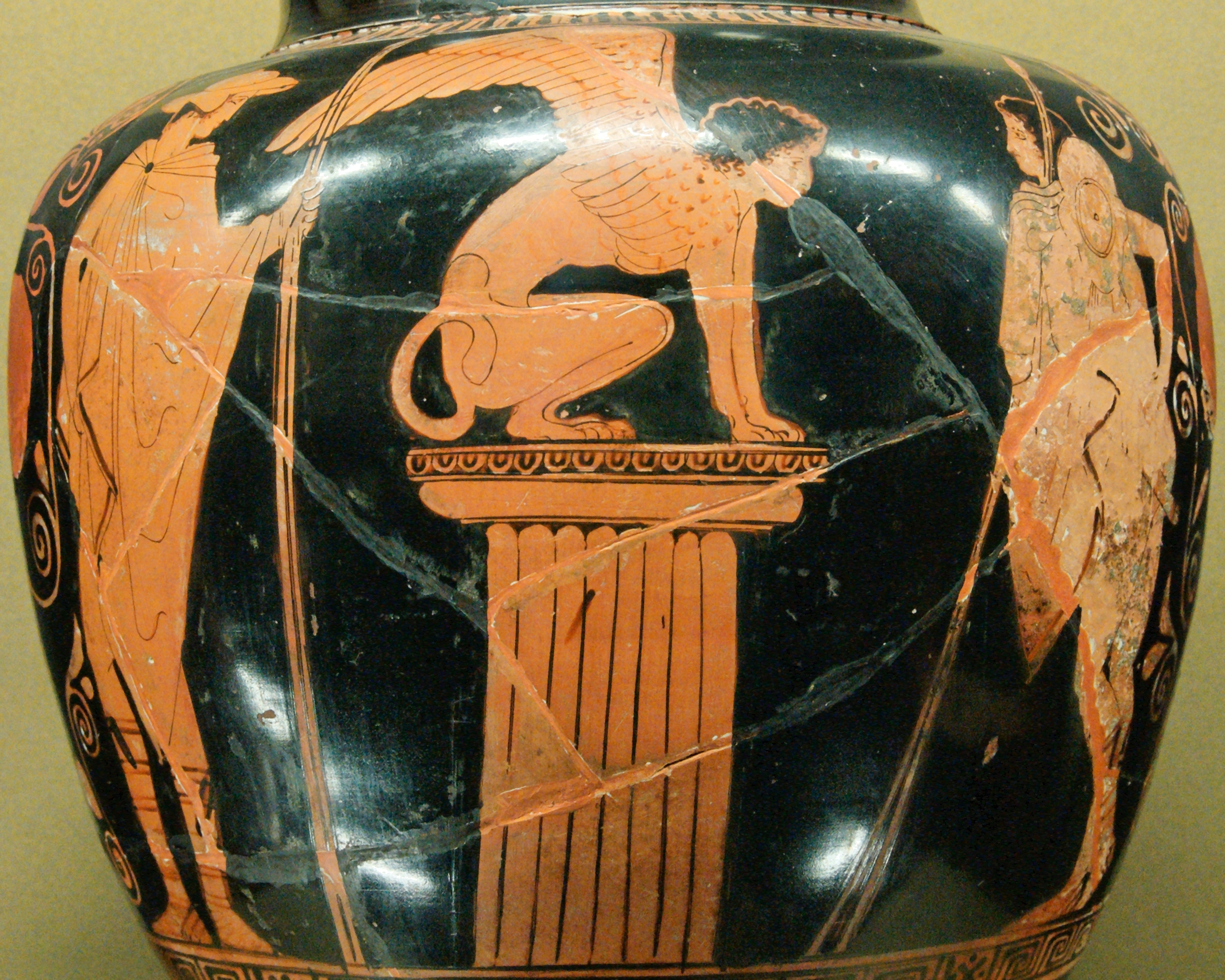
Ödipus (rechts) mit Sphinx und Hermes, um 440 v. Chr. (Attisch-rotfigurige Stamnos; Louvre, Paris)
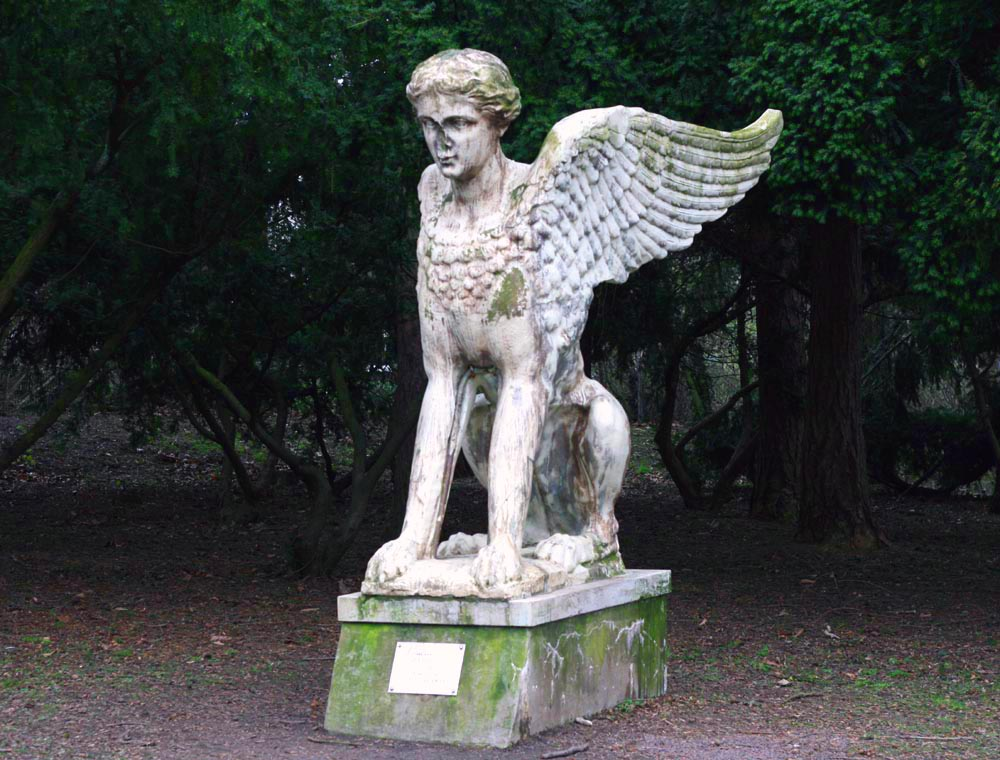
Sphinx-Skulptur von 1882 (Botanischer Garten der Universität Lund, Schweden)

## Rezeption

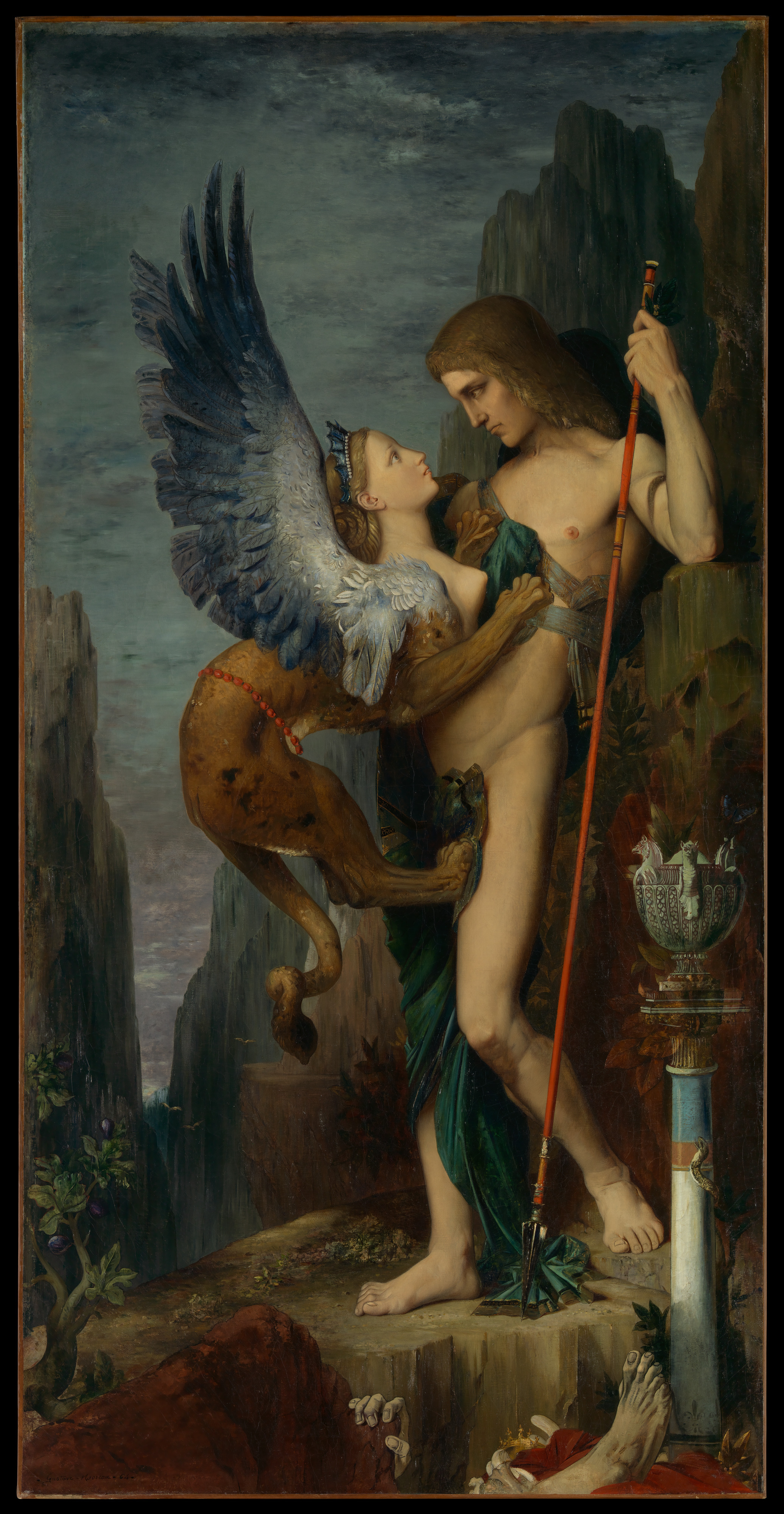
Ödipus und die Sphinx von Gustave Moreau, 1864
(Metropolitan Museum of Art, New York)

In der Bildenden Kunst und in der Kulturgeschichtsphilosophie des 19. Jahrhunderts wird die Begegnung zwischen der Sphinx und Ödipus oft als symbolische Schlüsselszene für „Das Rätsel Frau“ und für ein konflikthaftes Geschlechterverhältnis interpretiert. Dies trifft insbesondere auf den deutschen, belgischen und französischen Klassizismus und Symbolismus sowie auf die Salonmalerei zu. Typische Vertreter dafür sind die Künstler Jean-Auguste-Dominique Ingres, Gustave Moreau, Fernand Khnopff, Franz von Stuck, Jules Michelet und Hermann Bahr.